# Arthur Christopher Watson
Pour les articles homonymes, voir Arthur Watson et Watson.
Arthur Christopher Watson, né le 2 janvier 1927 et mort le 7 mai 2001, est un administrateur civil britannique.

## Biographie
Né en Chine, Arthur Christopher Watson fait ses études au St Catharine's College au sein de l'université de Cambridge.
Watson est haut-commissaire d'Anguilla de 1971 à 1974, puis gouverneur des îles Turques-et-Caïques de mai 1975 à juillet 1978. La même année, il est nommé au poste de haut-commissaire au Brunei, alors protectorat britannique. Il en sera le dernier titulaire jusqu'au 1er janvier 1984, date à laquelle le pays accède à l'indépendance. Il termine sa carrière comme gouverneur de Montserrat entre 1985 et 1987.

## Distinctions
- Ordre de Saint-Michel et Saint-Georges Compagnon (CMG)